# Lisa Vicari
Lisa Vicari (Múnich, Alemania, 11 de febrero de 1997) es una actriz alemana. Es conocida por interpretar a Martha Nielsen en la serie Dark. Es también conocida por interpretar a Isi en Isi & ossi, una película original de Netflix.

## Biografía
Lisa Vicari nació en Múnich en 1997. A la edad de diez años, hizo un curso de improvisación teatral y poco después apareció en su primer cortometraje, Tunnelblicke. En 2010, actuó en la película de los niños Hanni & Nanni. El año siguiente, hizo de Leonie en la película posapocalíptica Hell. En 2017, Vicari protagonizó la película Luna, en la que hace de una adolescente cuyo padre es un agente ruso secreto y ve cómo asesinan a su familia delante de ella. Desde 2017, ha interpretado a Martha Nielsen, el romance de Jonas y hermana del desaparecido Mikkel en Dark. Vicari estudia ciencia de medios de comunicación en la Universidad de Potsdam.
En 2020, interpretó a Isi en la comedia romántica Isi & Ossi, una de las primeras películas alemanas de Netflix.

## Filmografía
| Año  | Título                                                                           | Papel        | Notas                  |
| ---- | -------------------------------------------------------------------------------- | ------------ | ---------------------- |
| 2009 | Tunnelblicke                                                                     |              | Cortometraje           |
| 2010 | Viki Ficki                                                                       |              | Cortometraje           |
| 2010 | Hanni & Nanni                                                                    | Suse         |                        |
| 2011 | Und dennoch lieben wir                                                           | Tessa        | Película de televisión |
| 2011 | Infierno                                                                         | Leonie       |                        |
| 2011 | Einer wie Bruno                                                                  | Maren        |                        |
| 2014 | Jugando Doctor                                                                   | Lilli        |                        |
| 2017 | Zwei Sturköpfe im Dreivierteltakt (También conocido como Zwei Tänzer für Isolde) | Sophie Grimm | Película de televisión |
| 2017 | Luna                                                                             | Luna         |                        |
| 2017 | Einmal bitte alles                                                               | Mieke        |                        |
| 2018 | Schwimmen                                                                        | Anthea       |                        |
| 2020 | Isi & Ossi                                                                       | Isi          |                        |
| 2021 | Hannes                                                                           |              |                        |
| 2021 | Das Haus                                                                         | Layla        |                        |

| Año       | Título         | Función          | Notas               |
| --------- | -------------- | ---------------- | ------------------- |
| 2013      | Unter Verdacht | Nadine Schmolzer | 1 episodio          |
| 2014      | Die Chefin     |                  | 1 episodio          |
| 2016      | SOKO 5113      |                  | 1 episodio          |
| 2017      | Tatort         | Jasna Nemec      | 1 episodio          |
| 2017–2020 | Dark           | Martha Nielsen   | Personaje principal |

## Premios y nominaciones
- Premio por mejor talento joven en los Premios de Caras Nuevas por su interpretación de Leonie en Infierno (2011)[5]
- Nominada al Premio de Cine Alemán Joven en el Festival de cine de Múnich para su función en Luna (2017)